# Ernstbrunn
Ernstbrunn is een gemeente in de Oostenrijkse deelstaat Neder-Oostenrijk, gelegen in het district Korneuburg (KO). De gemeente heeft ongeveer 3100 inwoners.

## Geografie
Ernstbrunn heeft een oppervlakte van 80,69 km². Het ligt in het noordoosten van het land, iets ten noorden van de hoofdstad Wenen en ten zuiden van de grens met Tsjechië.

## Galerij

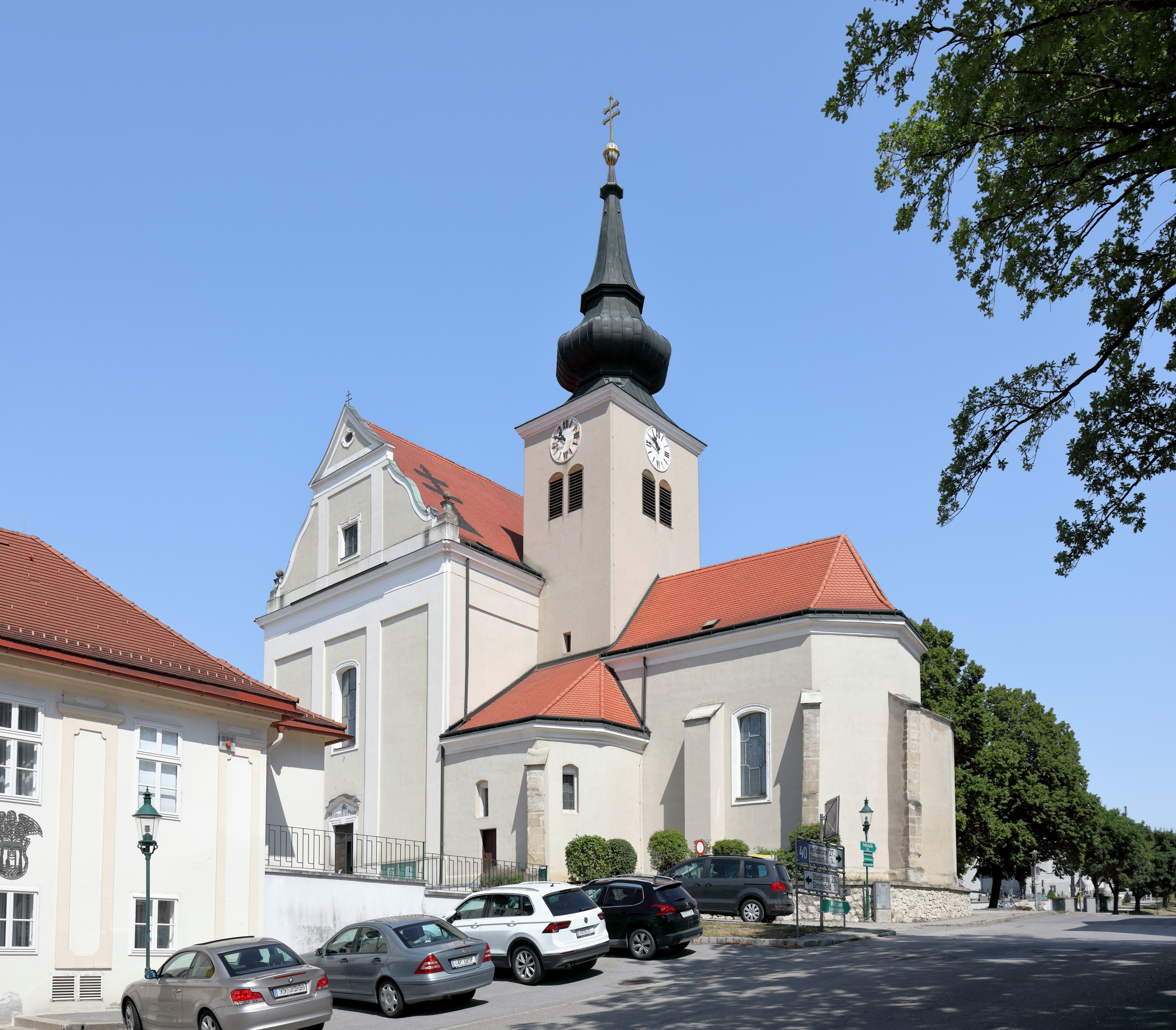
Kirk Ernstbrunn
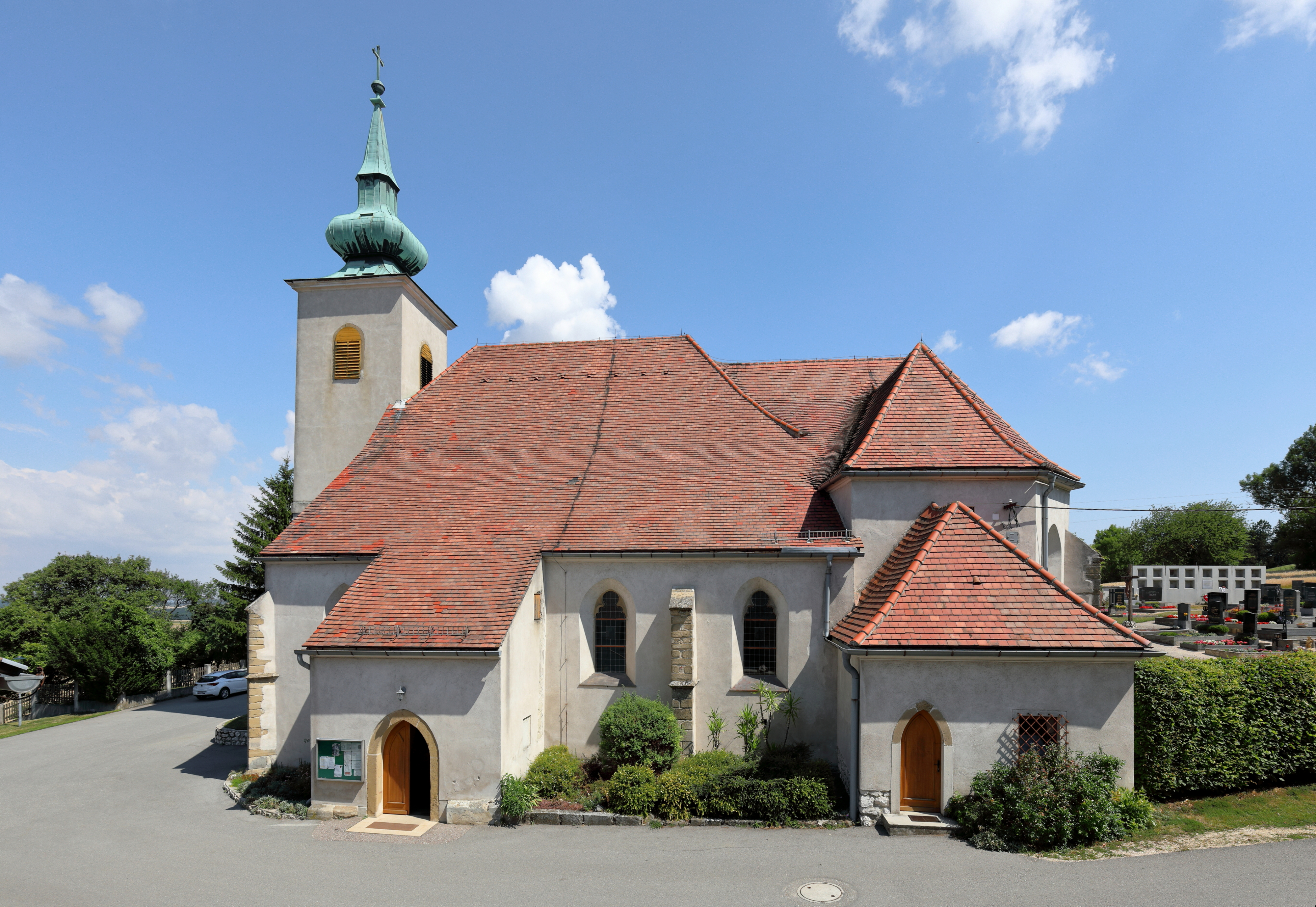
Kirk Oberleis
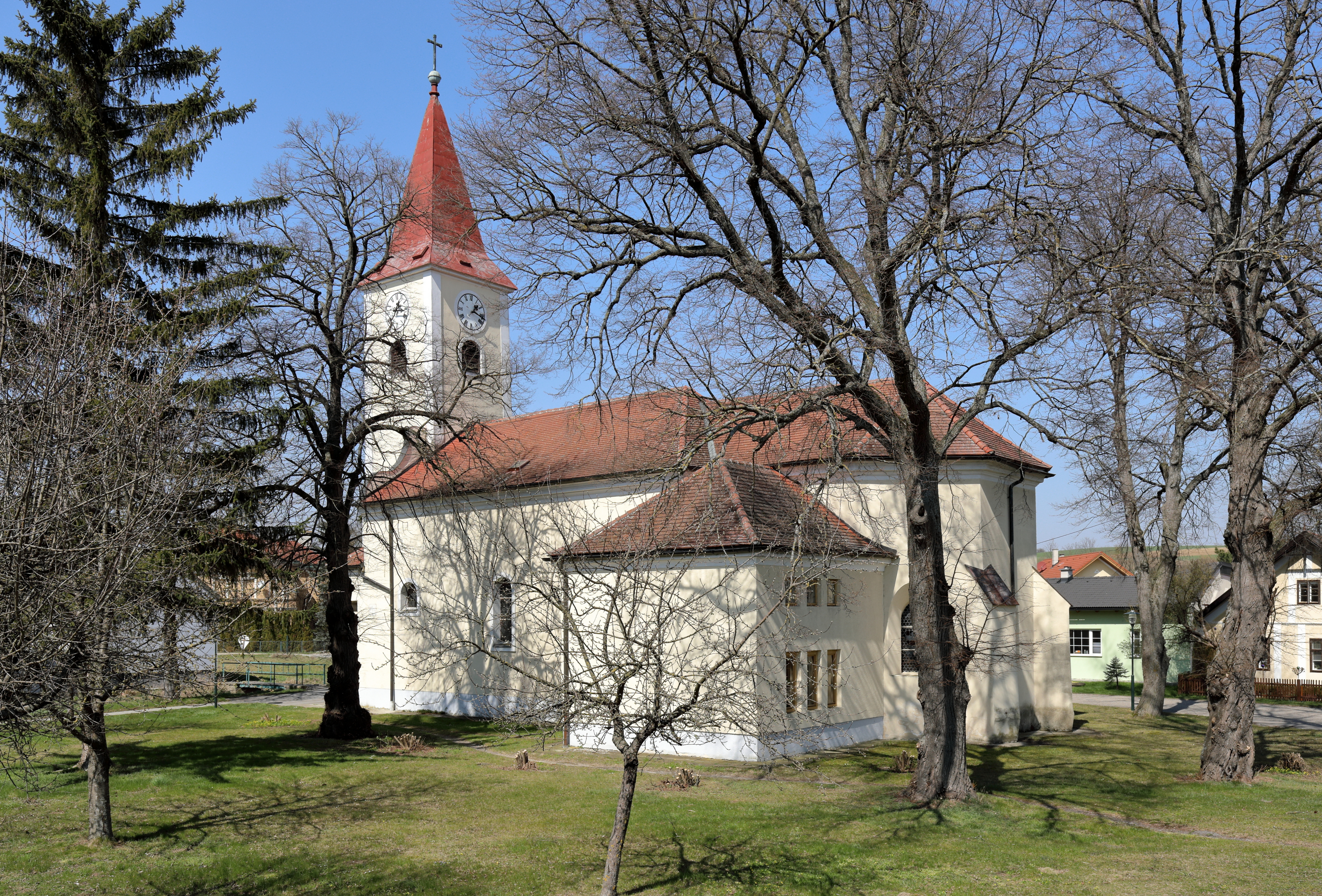
Kirk Maisbirbaum
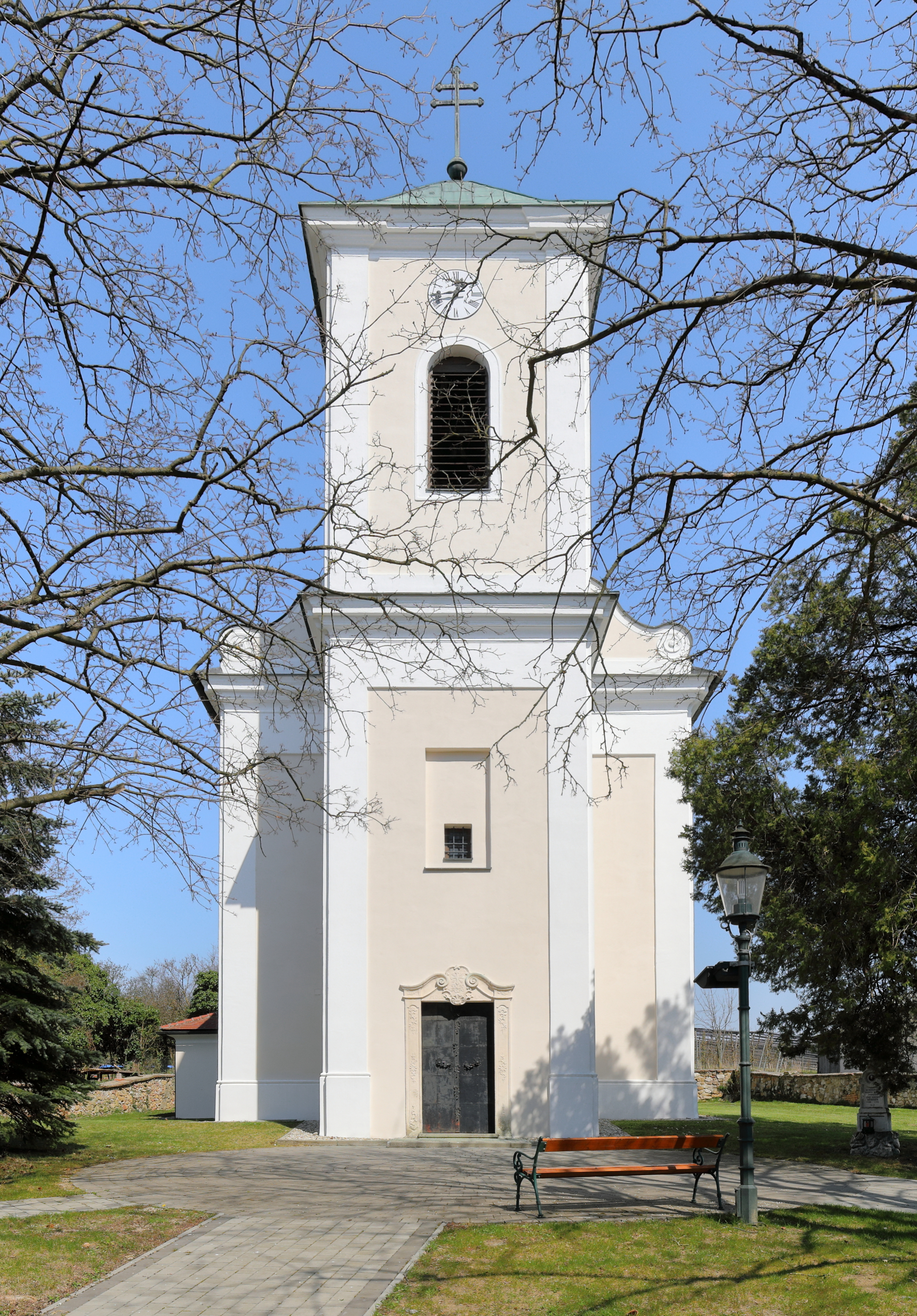
Kirk Merkersdorf

Bisamberg · Enzersfeld im Weinviertel · Ernstbrunn · Großmugl · Großrußbach · Hagenbrunn · Harmannsdorf · Hausleiten · Korneuburg · Langenzersdorf · Leitzersdorf · Leobendorf · Niederhollabrunn · Rußbach · Sierndorf · Spillern · Stetteldorf am Wagram · Stetten · Stockerau
- Gemeinsame Normdatei: 4376426-5
- MusicBrainz: c7daf1a9-11a8-46f9-a0c7-841e25301591
- Nationale Bibliotheek van Tsjechië: ge190843
- Virtual International Authority File: 236095580
- WorldCat: E39PCjD9g9DkTDX3WqhyjKydFC